# Ловћен филм
Ловћен филм је било предузеће за увоз,производњу и дистрибуцију филмова на простору НР Црне Горе.
Корени филмског предузећа датирају из 1945 када је у августу 1945 при Министарству просвете НР Црне Горе формирана испостава  ( секретаријат ) филмског предузећа за Црну Гору. Првобитно, у складу с политичком оријентацијом нове власти, промовисали су се совјетски филмови  да би се народ упознао с тамошњом стварношћу и човековом улогом у њој.
Тадашњи директор предузећа за раподелу филмова Симо Чоловић рекао је да је филм моћно средство за одгајање народних маса у њиховом придобијању за социјализам.
С тим циљем 1949 године формирано је предузеће за производњу филмова за НР Црну Гору Ловћен филм.
Јануара 1950 Министарство просвете издало је наредбу да се при Ловћен филму формира комисија за цензуру, чији је задатак био прегледати филмове пре пуштања у промет.
До 1951 Ловћен филм био је смештен на Цетињу, потом у Херцег Новом, а од 1955 у Будви.
Јула 1956 Савет за просвету Црне Горе донео је одлуку да се Ловћен филм реорганизује према новом Савезном закону о кинематографији на три засебне организационе јединице:
- Ловћен филм - производња филмова,
- Медитеран филм - техничке услуге
- Зета филм - дистрибуција филмова који је основан 23 јула 1956 и које је било једно од најуспешнијих предузећа у Црној Гори.

Први филм који је проивео Ловћен филм, шест година након оснивања, је Лажни цар Шћепан Мали из 1955 у режији Велимира Стојановића и по сценарију Ратка Ђуровића, а већ 1956 реализован је други играни филм Зле паре са истим тандемом ( Стојановић - Ђуровић). 
Филм је на фестивалу у Пули освојио златну медаљу за сценарио а жири критике дао је диплому.
Лажни цар и Зле паре, поред идеелошких, драмских, визуелних и уметничких ограничења, данас представљају значајна остварења у уметничком успону црногорског и југословенског филма.
1956 године јављају се први проблеми у функционисању Ловћен филма. Први филмови у којима се видио утицај политике су У мрежи из 1956 и Три корака у празно из 1958 - овде је био приказан однос између два бродска радника али изразито на негативан начин што је схваћено као критика радничке класе. Савезна комисија за филм  је забранила приказивање, филм је касније био преименован и премонтиран, али су Синдикат и комитет СК речног бродарства тражили да се филм забрани јер је вређао бродске раднике приписујући им криминалне одлике.
Ова два филма су готово уништила Ловћен филм у финансијском смислу а отежавајућа околност је била што је неуспех дошао у време кад се Ловћен филм престао бавити дистрибуцијом која му је доносила добит.
Ловћен филм се покушао реорганизовати  и с дистрибутером је постигао уговор према коме је дистрибутер учествовао у финансирању филмова и копродукцијских уговора па су од 1960 до 1963 реализована 4 играна филма:
- 1960. — Дан четрнаести
- 1961. — Не дирај у срећу
- 1961. — Небески одред
- 1963. — Мушкарци

Међутим, трошкови производње у Ловћен филму су били највећи у односу на друга филмска предузећа у осталим републикама (Ловћен филм је остварио 99,1 милион динар потрошње у односу на Авала филм где је производња филма износила 77, 2 милиона динара). У 1961/62 Ловћен филм остварио је пословни губитак 868 милиона динара а пред крај 1962 доспела је обавеза плаћања 758 милиона динара кредита чији је жирант било Извршно веће Црне Горе.
Затим, Ловћен филм је имао највише запосленог особља међу произвођачима а најмање стручног кадра, слабу организацију  и техничку и инфраструктурну логистику. Чак ни поновно припајање Медитеран филма није донело значајну финансијску корист Ловћен филму иако је Медитеран располагао модерном филмском техником.
Крајем 1962 Савет за просвету и културу НР Црне Горе изјавио је да не постоје више друштвено - политички и културни разлози за одржавање Ловћен филма и да је најбоље да се иде на ликвидацију.
Предложено је да се формира мало предузеће за производњу искључиво документарних филмова док би се играни филмови снимали кад би се прикупила средства.
Последњи филм су произвели 1965 копродукцији са Совјетима Проверено, нема мина у режији Здравка Велимировића.
Ловћен филм званично је отишао у стечај 1966 јер није могло подмирити финансијске губитке према повериоцима.
Предузеће је ликвидирано, а његову технику је откупила Радио телевизија Титоград у чијој је организацији основано ново филмско предузеће Филмски студио Титоград.
Неки од значајнијих документарних филмова представљају запажена достигнућа у југословенској и црногорској кинематографији.
У првом реду, то су нека од остварења редитеља Велимира Стојановића („Његош“, 1951, „Мртви град“, 1952, „Уткани токови“, 1954, трилогија „За живот“, 1953, који је и први југословенски експериментални филм), а затим и многи други.

## Продукција филмова
| Год.   | Назив                | Улога                    |
| ------ | -------------------- | ------------------------ |
| 1950-е |                      |                          |
| 1955.  | Лажни цар            |                          |
| 1956.  | Зле паре             |                          |
| 1956.  | У мрежи              |                          |
| 1957.  | Крвава кошуља        |                          |
| 1958.  | Три корака у празно  |                          |
| 1960-е |                      |                          |
| 1960.  | Капо                 | међународна копродукција |
| 1960.  | Дан четрнаести       |                          |
| 1961.  | Не убиј              | међународна копродукција |
| 1961.  | Небески одред        |                          |
| 1961.  | Не дирај у срећу     |                          |
| 1963.  | Мушкарци (филм)      |                          |
| 1965.  | Проверено, нема мина |                          |